# 黒沢良
黒沢 良（くろさわ りょう、本名：池田 弘典〈いけだ ひろのり〉、1930年10月21日 - 2011年11月9日）は、日本の声優、俳優、ナレーター、歌手。生前は黒沢良事務所を設立し、代表を務めていた。

## 来歴
和歌山県和歌山市出身。旧制和歌山中学校（現在の和歌山県立桐蔭高等学校）卒業後、法政大学、関西大学、和歌山大学に通うも中退した。宝塚新芸座演出部、新東宝ニューフェイス（高島忠夫と同期）、俳優座養成所（3期生・愛川欽也、小山田宗徳らと同期）などを経て、NHK東京放送劇団（4期生・来宮良子、山内雅人らと同期）に入る。
NHKのラジオドラマ『笛吹童子』（デビュー作）、『紅孔雀』などに主演したあとフリーとなり、声優として活動した。短い間ではあるがグループりんどうに所属していた事もある。
全日本シーエム放送連盟（ACC）CMフェスティバルコンクール賞（技術賞2回タレント賞1回）、クリオ賞、内閣総理大臣賞など受賞歴も多い。
かつてアテレコ教室を主宰していたことがあり、若本規夫、村山明、幹本雄之、一龍斎春水（旧芸名：麻上洋子）らを輩出した。
晩年はBS日テレの長寿番組「BS日本・こころの歌」や民音公演などでナレーターを務めるとともに、朗読会や朗読教室などで後進の指導・育成にも力を注いでいたが、2011年11月9日、心不全のため死去した。81歳没。

## 人物
声種はフランク永井と同じく声質は高いのによく響く声で太く低音に感じるバリトン声質だった。
1960年代から70年代にかけて、『サンセット77』『FBIアメリカ連邦警察』のエフレム・ジンバリスト・ジュニアをはじめ当時民放各局のゴールデンタイムで人気を集めていた海外テレビドラマシリーズの主役たちを数多く吹き替えた。洋画ではゲイリー・クーパーの声を、ほぼ全作品で吹き替えている。世界36か国で放送され一世を風靡したカナダの料理バラエティー番組『世界の料理ショー』では、ホスト役の料理研究家グラハム・カーを軽妙なアドリブやジョークを交えて吹き替え、人気を博した。
『大江戸捜査網』『長七郎江戸日記』などの連続テレビ時代劇やテレビCMのナレーターとしても活動した。
また一時はNHK『お笑いオンステージ』のコメディーコーナー「てんぷく笑劇場」にレギュラー出演したり、TBSなどの生放送番組、東海テレビの競馬関連番組でMCを務めたり、歌手としてサントリー・デリカワインなどのCMソングを歌ったり、レコードを出したりと、マルチタレントとして活動していた。後輩声優の中田浩二が主宰する劇団「櫂」の演出部に協力し、同劇団の公演に出演したこともある。

## エピソード
- 太平洋戦争の真っ只中、数え年14歳の黒沢は年を多く誤魔化して自ら志願し（特攻）海軍予科特別飛行練習生となり、「震洋」の特別攻撃隊に入隊する。上官にハワイアン歌手の三島敏夫がいた。配属先に向かう途中の沖縄沖で搬送船が襲撃され、燃え上がる海に投げ出されたが、幸運にも救出され九死に一生を得た。その後、配属先に辿り着いた時には部隊はすでに全滅した後で、結局そのまま本土へ帰還し、二度と戦地に赴くことなく終戦を迎えたという[4]。元々自らの意思で捧げるつもりだった命を、不測の事態で失いかけ、結果的には無事生還して新たな人生を歩み出す。
- 1945年7月9日の和歌山大空襲で被災した経験があり、テレビ和歌山が制作・放送したドキュメンタリー番組『語り継ぐ 我が心の和歌山大空襲』（放送:2002年7月9日）に出演し、ナレーターを務めると共に、自らの空襲体験を語った。
- 正式に芸能界入りするまでには、目まぐるしく波乱万丈な青年時代を送っている。旧制和歌山中学校卒業後、東京大学受験のため上京したが、SKD（松竹歌劇団）観劇に夢中になっていたため受験時間を逃し、仕方なくその時点でまだ間に合った法政大学を受験して合格した。しかし、学制改革により名称も変わり男女共学となった母校・桐蔭高校に復学するため法政大を中退した。高校卒業後も関西大学→和歌山大学と転々とするが、学費と生活費不足のためいずれも中退した。この間、学生ジャズバンドを組んで進駐軍で演奏したり、旅回りの一座に加わって地方巡業をしたり、生活費確保のため芸能に関連する様々な職に従事している。その後、舞台演出家を志して宝塚の演出部に入るが、女優たちの芸名と本名が憶えられず、これも断念した。再度上京して、新東宝ニューフェイス、噺家の弟子を経験後、作曲家・田村しげるの書生となる（兄弟弟子は歌手の岡本敦郎）が、彼の娘（後の女優・田村奈巳）の家庭教師、師匠・田村の麻雀の代打ちなど音楽修業とは程遠い毎日に明け暮れた、そこで俳優座養成所へ入った。しかし、アルバイトに精を出し過ぎて体調を崩し、またも帰郷した。それでも三たび奮起して上京し、NHK東京放送劇団に入ったことで役者としてのキャリアをスタートさせる[4]。
- 学生時代はラグビー部、ボート部、拳法部に所属していた[4]。
- 特技は方言指導（和歌山弁・大阪弁）[2]。家事は好きではないが料理が上手で生放送の料理コーナーを担当しグラハムカーと同じような作り方を披露していた。[2]。また。仕事上長年にわたって関わりの深かった競馬も趣味である[2]。その他の趣味は釣り、麻雀[2]。
- ゲイリー・クーパーの専属声優として知られている。黒沢はクーパーについて大好きな役者と語る一方、若い頃のクーパーは嫌味なほどの美男子だったので、むしろ大嫌いであったという。だが、彼が年を重ね皴が増えた頃から好きになったと当時を振り返っている[8]。

## 出演作品

### テレビドラマ
- 華やかなる濁流（1954年、NHK）
- テレビ劇場 狼（1958年、NHK）
- 鶴田浩二アワー 街の入墨者（1958年、日本テレビ）
- 家庭劇場 怪傑黒頭巾（1958年、日本テレビ）
- スリラー劇場 夜のプリズム 第11回「脚」（1959年、日本テレビ）
- おかあさん(2) 第16回　母の祈り（1960年、TBS）
- NECサンデー劇場 くりすます・ロータリー（1960年、NET）
- 徳川家康（1964年、NET）
- 非情のライセンス 第2シリーズ第1話「兇悪のアリバイ」（1974年、NET）

### 吹き替え

#### 俳優
- ゲイリー・クーパー
  - 暁の討伐隊（ビル・カナバン）
  - 悪の花園（フッカー）
  - ヴェラクルス（ベン・トレーン）
  - 影なき殺人者（ジョージ・ラドクリフ）
  - 機動部隊（ジョナサン・L・スコット）
  - 久遠の誓ひ（ジェリー・デイ）
  - 軍法会議（ウィリアム・ミッチェル）
  - コルドラへの道（トーマス・ソーン）
  - サラトガ本線（クリント・マローン）
  - 縛り首の木（ジョセフ・フレイル / ドク）
  - 将軍暁に死す（オハラ）
  - 真珠の頚飾（トム・ブラッドレー）
  - スプリングフィールド銃（レックス）
  - 征服されざる人々（クリストファー・ホールデン）
  - 西部の人（リンク・ジョーンズ）
  - 誰が為に鐘は鳴る（ロバート・ジョーダン）
  - ダラス（ブライド・ホリスター）
  - 遠い太鼓（クインシー・ワイアット）
  - 秘めたる情事（ジョー）
  - 昼下りの情事（フランク・フラナガン）
  - 吹き荒ぶ風（ジェフ）
  - 平原児（ワイルド・ビル・ヒコック）
  - ボー・ジェスト（ボー・ジェスト）
  - 北西騎馬警官隊（ダスティ・リヴァース）
  - 摩天楼（ハワード・ロアーク）
  - 真昼の決闘（ウィル・ケーン保安官）
  - 無宿者（メロディ・ジョーンズ）
  - メリー・ディア号の難破（ギデオン・パッチ）
  - モロッコ（トム・ブラウン）
  - ヨーク軍曹（アルヴィン・C・ヨーク）
  - 楽園に帰る（モーガン）
- エフレム・ジンバリスト・ジュニア
  - エアポート'75（スティシー）
  - FBIアメリカ連邦警察（ルイス・アースキン）
  - 家族の誤算
  - 暗くなるまで待って（サム・ヘンドリクス）
  - サンセット77（スチュアート・ベイリー）
- イヴ・モンタン
  - うず潮（マーティン）
  - Z（Z氏）
  - 夕なぎ（セザール）
- ピーター・グレイブス
  - 激戦
  - 戦争の嵐（パルマー・フレッド・カービィ）
  - 大魔境突破（ベン・バーストウ）
- ウィリアム・ホールデン
  - 愛のそよ風（フランク・ハーモン）※フジテレビ版
  - クリスマス・ツリー（ローラン・セギュール）
- マルチェロ・マストロヤンニ
  - 結婚宣言
  - マルチェロ・マストロヤンニ フィレンツェ・ルネサンス
- ジーン・ハックマン
  - 外人部隊フォスター少佐の栄光（フォスター少佐）
  - バット★21（アイシール・ハンブルトン中佐）

#### 洋画
- 愛と哀しみのボレロ（ジェームズ・カーン）
- アニー（エドワード・ハートマン）※劇場公開用日本語吹替版
- 宇宙清掃株式会社（アンディ・グリフィス）
- 王子と踊子（ローレンス・オリヴィエ）
- 華麗なる天才詐欺師／ミスター・ジェリコ（パトリック・マクニー）
- 銀河伝説クルール（フレディ・ジョーンズ）
- コナン・ザ・グレート（マックス・フォン・シドー）
- ザ・ヤクザ（ジェームズ繁田）
- サンタクロース（デヴィット・ハドルストン）
- 料理長殿、ご用心（ジョージ・シーガル）
- シャレード（ケーリー・グラント）
- ジャンヌ・ダルク（ティモシー・ウエスト）
- スター!（マイケル・クレイグ（英語版））
- スーパーマリオ 魔界帝国の女神（王〈ランス・ヘンリクセン〉）
- セブン（モーガン・フリーマン）
- ダイヤルMを廻せ!（レイ・ミランド）
- 地球の危機（ウォルター・ピジョン）
- 謎の大陸アトランティス（ナレーション）
- ネバーエンディング・ストーリー（ファルコン）※テレビ朝日版（BD収録）
- ネバーエンディング・ストーリー 第2章（ファルコン）※テレビ朝日版
- ネバーエンディング・ストーリー3（ファルコン）※テレビ朝日版
- 花嫁はエイリアン（トニ―・ジェイ）
- ハノーバー・ストリート 哀愁の街かど（クリストファー・プラマー）
- 昼下りの決斗（ランドルフ・スコット）
- 誇り高き男（ロバート・ライアン）
- BODY/ボディ（フランク・ランジェラ）
- Mr.レディ Mr.マダム（ウーゴ・トニャッツィ）
- Mr.レディ Mr.マダムII（ウーゴ・トニャッツィ）
- やぶにらみの暴君 ※NHK版
- ユージュアル・サスペクツ（ケヴィン・スペイシー）
- 遊星よりの物体X（ケネス・トビー）
- Uボート（オットー・ザンダー）

#### 海外ドラマ
- アリゾナ・レンジャー26人の男（トリス・コフィン）
- アンタッチャブル（ナレーション）
- ER X 緊急救命室  第223話「ドライブ」（リチャード・グールド〈ビル・メイシー〉）
- 宇宙家族ロビンソン（ガイ・ウィリアムス）※第2シーズンから担当
- 怪傑ゾロ（ガイ・ウィリアムス）
- 影なき男（ピーター・ローフォード）
- グリーン・ホーネット（ウォルター・ブルック）
- 刑事コロンボシリーズ
  - 刑事コロンボ 秒読みの殺人（パトリック・オニール）
  - 新・刑事コロンボ 完全犯罪の誤算（デニス・アーント）
- 原子力潜水艦シービュー号（リチャード・ベイスハート）
- ザ・シークレット・ハンター（エドワード・ウッドワード）
- ジェシカおばさんの事件簿　第1シーズン第9話「最後の幕が下りる時」（レオ・ピータースン）
- 新・弁護士ペリー・メイスン「追憶の影」（グレン・ロバートソン）、「血塗られた花嫁衣装」
- 中国四千年料理ショー（李／兵馬俑）
- ディズニーランド（ナレーション）
- 特捜官ニック・ケイン（マーク・リッチマン）
- 特捜刑事マイアミ・バイス  第3シーズン第1話「無差別テロリストの恐怖!」（リーアム・ニーソン）
- ドクタークイン 大西部の女医物語  第142話「東洋の女医として」
- 0011ナポレオン・ソロ 第12話（ストライカー / ラルフ・タエガー）
- バイキング（ジェローム・カートランド）
- パパ大好き（フレッド・マクマレイ）
- フォロー・ザ・サン（ブレッド・ハレゼー）
- 秘密諜報員ジョン・ドレイク（パトリック・マクグーハン）
- ブルーライト作戦（ナレーション）
- ヤングライダーズ  第42話「救われた村」
- ルート66 「令嬢と探偵」(ラリー・ゲイツ)

#### 海外人形劇
- キャプテン・スカーレット タイムを追え!（ティエンポ将軍）

#### 海外アニメ
- 進め!ラビット / それ行け!ラビット（ナレーション）（1959年、フジテレビ）
- マイティ・ハーキュリー（天の声・ナレーション）（1964年 - 1966年、フジテレビ）
- プーさんとはちみつ（イーヨー）（1967年）※劇場公開用日本語吹替版

#### テレビ番組
- 世界の料理ショー（グラハム・カー）

### テレビアニメ
- ドルフィン王子（1965年、フジテレビ）※海底少年マリンのパイロット版
- わんぱく探偵団（1968年、フジテレビ） - 予告ナレーション
- 宝島（1978年 - 1979年、日本テレビ） - ビリー・ボーンズ[9]
- 海底大戦争 愛の20000マイル（1981年、日本テレビ） - ネモ艦長
- タイムボカン2000 怪盗きらめきマン（2000年、テレビ東京） - 店長

### 劇場アニメ
- サイボーグ009（1966年、東映配給） - ナレーター[10]
- サイボーグ009 怪獣戦争（1967年、東映配給） - ナレーション

### OVA
- MINKY MOMO IN 旅だちの駅（1994年） - ライオン

### ラジオドラマ
- 天の川（1952年、NHK） - 信吉[11]
- アロンアルフア ミステリBOX（FM-FUJI）
- FMラジオドラマ 音の本棚 第19回「ギリシャ神話」（FM東京）
- キリン夜の図書館「八つ墓村」（ニッポン放送）
- 現代劇場「オモチャ箱」（文化放送）
- スリラー劇場「二ノ宮心中」（TBSラジオ）
- 東西文学ベストテン「シラノ・ド・ベルジュラック」（TBSラジオ）
- 文芸劇場・新鋭作家シリーズ「親父の年頃」（NHK）
- ラジオSFコーナー「梅田地下オデッセイ」（NHK）
- ラジオ劇場「酔う」（ニッポン放送）

### ラジオ
- 奥の細道面白ワールド（東北放送）
- おはよう地球市民（アール・エフ・ラジオ日本）
- おはようマイカー（アール・エフ・ラジオ日本）
- 黒沢良 声優生活50年（IBC岩手放送）
- 黒沢良のマイルドタイム（放芸製作、1972年 - 2006年、CBCラジオほか）
  - IBC岩手放送では「黒沢良のティータイムジョッキー」、ラジオ福島では「黒沢良の君はベストドライバー」のタイトルで放送。
- 地方競馬ホット情報（アール・エフ・ラジオ日本）
- ビバ!地球市民（アール・エフ・ラジオ日本）

### ナレーション

#### テレビ番組
- ダイヤル110番（1957年 - 1964年、日本テレビ）※刑事役での出演もあり
- 義士江戸日記（1961年、日本テレビ）
- 大江戸捜査網（1970年 - 1984年・1991年 - 1992年、テレビ東京）※松方弘樹主演版後期は「幻の御前」の声も担当
- 剣客商売（1973年、フジテレビ）
- 特捜記者（1974年、関西テレビ）※第14話〜最終話
- 円盤戦争バンキッド（1976年、日本テレビ）
- チロンヌップとキタキツネの記録（1976年、NHK）
- 江戸の鷹 御用部屋犯科帖（1978年、テレビ朝日）
- 映画「野性の証明」公開直前スペシャル(1978年、フジテレビ）
- 半七捕物帳（1979年、テレビ朝日）
- 江戸の牙（1979年、テレビ朝日）
- 虹子の冒険（1980年 - 1981年、テレビ朝日）
- 野生よ永遠なれ! これがキタキツネだ（1982年、日本テレビ）
- 第三の波（未来学者アルビン・トフラーのボイスオーバー）（1982年、NHK）
- 噂のポテトボーイ（1983年、TBS）
- 長七郎江戸日記（1983年 - 1991年、日本テレビ）※第1シリーズ SP「長七郎立つ!江戸城の対決」から担当
- あによめ（1986年、東海テレビ放送）
- 追跡（1988年 - 1994年、日本テレビ）※不定期
- 新世界紀行 失われた文明編・謎のエーゲ海 アトランティス幻想（1989年、TBS）
- 鞍馬天狗（1990年、テレビ東京）
- 江戸中町奉行所（1990年 - 1992年、テレビ東京）
- 樅ノ木は残った（1990年、日本テレビ）
- 風流太平記 密命（1990年、日本テレビ）
- 半七捕物帳（1992年、日本テレビ）
- 素顔のエリザベス女王 即位40周年記念番組（1992年、日本テレビ）
- クイズ日本人の質問（1993年 - 2000年、NHK）
- クローブアップ現代（1993年 - 、NHK）※不定期
- 京都1200年物語（1994年、テレビ朝日）
- BSスペシャル 名作を生んだ女たち（1999年、NHK BS2）
- 新・クイズ日本人の質問（2000年 - 2003年、NHK）
- ルネサンス時空の旅人・奇跡の都ベネチア物語（2000年、日本テレビ）
- BS日本・こころの歌（2001年 - 2012年、BS日テレ）
- 未来への提言スペシャル 第1部アルビン・トフラー（アルビン・トフラーのボイスオーバー）（2007年、NHK BS1）

#### 映画・オリジナルビデオ
- 続・てなもんや三度笠（1963年、東映配給）
- 骨と肉　PARIS SECRET(1965年、松竹映配配給）
- 雨に考える（1966年、東邦シネ･プロダクション＝信和広告）
- 日本暗黒史 情無用（1968年、東映配給）
- もんしろちょう -行動の実験的観察- （1968年、岩波映画）※第23回教育文化映画賞〈科学映画〉受賞
- 幕末（1970年、東宝配給）
- アニマル・ラブ（1974年、コロムビア映画配給）
- 隠密同心 大江戸捜査網（1979年、東宝配給）
- 真夜中のボクサー（1983年、東宝配給）
- ギャル・ザ・コップ お嬢さま刑事（1990年、日本ビデオ映画）

### 人形劇
- マリオネット (NHK人形劇) 神州天満侠（1954年、NHK）
- マリオネット (NHK人形劇) テレビ天助漫遊記（1955年 - 1956年、NHK）
- マリオネット (NHK人形劇) 今は昔（1958年、NHK）
- 伊賀の影丸（ナレーション）（1963年、TBS）
- ひょっこりひょうたん島（初代ガラクータ役）（1964年、NHK）

### レコード
- おじさまいや? / キッスしてっ（歌・麻里エチコとのデュエット）（大映レコード）
- 神楽坂浮子 銀座化粧（台詞）（ビクターレコード）
- 東海林太郎 上海の街角で（朗読）（1999年「昭和を飾った名歌手たち(8)赤城の子守唄」収録、ビクターエンタテインメント）
- 昭和ひとけた子守唄／愛の花たば（歌）（ビクターレコード）
- 千葉紘子 愛ふたたび（ナレーション）（1973年、キングレコード BS-1779）
- 杉本清 競馬名勝負物語（ナレーション）（1975年）

### カセットブック・ビデオ・DVD
- エイズの知識と予防（ナレーション）（SUNCROWN）
- サウンドマップ京都シリーズ（ナレーション）（ウェッジ）
- シャーロック・ホームズシリーズ（シャーロック・ホームズ）（TBSブリタニカ）
- 世界の料理ショーDVD-BOX（グラハム・カー）（ソニー・ピクチャーズ エンタテインメント）
- 世界を動かした人びと エジソン(ナレーション）(ICE)
- ネバーエンディングドリームシリーズ（ナレーション）（クラウンレコード）
- 能 -鑑賞入門-（ナレーション）(サン・エデュケーショナル)
- 佐渡流人行 前・後編（朗読）（「松本清張傑作集 朗読シリーズ第5弾」収録）
- 平本式皮膚科虎の巻（ケアネットDVD）

### 方言指導
- 澪つくし（1985年、NHK連続テレビ小説）
- 紅の海に願いを（1990年、TBS月曜ドラマスペシャル）
- 浪速恋ごよみ（1996年、帝国劇場）
- 華岡青洲の妻（1996年、東京宝塚劇場）

### 司会
- ハイヌーンショー(月曜日担当)（1971年 - 1975年、フジテレビ）
- ぎんざナイトナイト（1972年 - 1974年、TBS）
- 競馬中継（1974年 - 1985年、東海テレビ）
- プレイタイム23（中丸忠雄と交互に担当） （1976年、NET）
- 108万人の超ワイド〜お正月だよ! 見なきゃソンするあなたが主役の大放送（1977年、テレビ和歌山）
- エキサイティング競馬（1985年 - 1991年、東海テレビ）
- ドリーム競馬（1991年 - 1995年、東海テレビ）※司会を水島裕にバトンタッチした1995年以降は主にGIレース開催時などにゲスト出演

### バラエティ
- お笑いオンステージ（「てんぷく笑劇場」レギュラー) （1972年 - 1979年、NHK）
- 第24回NHK紅白歌合戦（白組応援団）（1973年、NHK）
- 芸能大特番 世界スター?のど自慢（1973年、東京12チャンネル）
- オールスターものまね王座決定戦（審査員として1980年代前半まで不定期出演）（1973年 - 、フジテレビ）
- クイズ面白ゼミナール（準レギュラー回答者） （1981年 - 1988年、NHK）
- 時めき夢サウンド（ゲスト） （1996年、NHK）
- 語り継ぐ 我が心の和歌山大空襲(出演、ナレーション)（2002年、テレビ和歌山）

### CM
- 味の素
- いすゞ自動車
- 伊藤ハム
- 映画『愛と追憶の日々』劇場公開前予告スポット
- 映画『影武者』（黒澤明監督）劇場公開前予告スポット
- NEC
- NTT・タウンページ他
- 王子製紙・ネピア
- オムロン
- 花王
- カネボウ
- 亀田製菓・ぽたぽた焼き
- 菊正宗
- 京王百貨店
- KDD
- 公共広告機構（現：ACジャパン）
- 交通安全キャンペーン（ラジオCM）
- 小西六・サクラカラー
- サッポロビール
- 三機工業
- サントリーデリカワイン
- シオノギ製薬・S胃腸薬
- 十條キンバリー・クリネックス
- ジョンソン&ジョンソン
- 聖教新聞
- セイコー
- SONY・トリニトロン
- ダイハツ
- 宝くじ・ドリームジャンボ
- 武田薬品
- 東京電力
- トヨタ自動車・クラウン、マークII
- 日清オイリオグループ・日清サラダ油
- 日清食品・チキンラーメン
- 日本エアシステム
- 日本航空
- 日本中央競馬会
- 日本通運・ペリカン便
- 日本ハム
- 日本リーバ・ファーファ ラックス
- ネッスル・ネスカフェエクセラ
- ハウス食品・カレーマルシェ他
- はごろもフーズ・シーチキン
- 日立・マスタックスビデオ
- 富士食研
- ブルボン
- HOYA・バリラックス
- ホーユー・ビゲン他
- 松下電器産業・パルック
- マスターフーズ・ペディグリーチャム
- 丸井クレジット
- ミサワホーム
- ミスタードーナツ（犬の声）
- 三井不動産
- 明治・チェルシー
- ヤナセ・アウディ他
- ヤマサ・すき焼き専科
- ヤンマー・ヒートポンプ（出演 医者役 ナレーションも）
- 読売新聞
- ライオン
- ロイズコンフェクト・ROYCEチョコレート（北海道地区限定）
- ロッテ・VIPチョコレート
- ロート製薬・メンソレータムラブ